# MTV THE SUPER DRY LIVE
MTV THE SUPER DRY LIVE（エムティービー・ザ・スーパードライ・ライブ）は、MTVジャパンとアサヒスーパードライの共同企画で、2002年から2005年まで毎年5月に行われていたコンサートである。

## 概要
このライブは、MTV視聴者から「こんなのやって欲しい」「超大物アーティスト同士の夢の競演が見たい」といった声を集め、それを実現するものである。MTV Video Music Awards Japanと並ぶビッグイベント。国内外の人気アーティストが出演するが、必ずしもリクエストの多いアーティストが出演するわけではない。
なお、“MTV THE SUPER DRY LIVE”はMTV Video Music Awards Japanの前夜祭も兼ねていた。
イベントの前にテレビの地上波で大々的にコマーシャルを放送し観覧を募集するため、MTVを視聴していない人々にも一定の認知度があるものと思われる。
開催当初はZepp Tokyoで行われたが、2004年からは、国立代々木第一体育館で行われるようになった。2004年までは編集し後日MTVで放送されていたが2005年に初めてMTVで生中継された。なお、2006年以降開催されない。（スポンサー降板のため。）

## 出演アーティスト

### 2002年5月23日
- Dragon Ash
- ジェイ・Z
- RIZE
- RIP SLYME
- オアシス

### 2003年5月24日
- KICK THE CAN CREW
- EXILE
- Eve
- SUITE CHIC （安室奈美恵・ZEEBRA等のユニット）
- クレイグ・デイヴィッド

### 2004年5月22日
- 浜崎あゆみ
- グッド・シャーロット
- PE'Z
- m-flo loves who? （melody.,山本領平,PE'Zと共演）
- ミッシー・エリオット
- メアリー・J・ブライジ

### 2005年5月28日
- DREAMS COME TRUE
- SOUL'd OUT
- フーバスタンク
- アシャンティ
- ジャミロクワイ